# 舒庆元
舒庆元，江西兴义人，是一名清朝政治人物。
舒庆元曾于嘉庆元年接替张体公任龙岩知州一职，嘉庆二年由承炷接任。